# 布萊爾 (澳大利亞國會選區)
布萊爾選區（英語：Division of Blair），是澳大利亞昆士蘭州的下議院選區，位於該州州府布里斯班以西、伊普斯威奇市政府一部。面積6,409平方公里。
選區始於1998年，名字是紀念澳大利亞原住民歌手、民權運動家哈羅德·布萊爾。2007年，尋求連任、自由黨籍的卡梅倫·湯普森被工黨的蕭恩·紐曼擊敗。